# Xã Valley, Quận Madison, Arkansas
Xã Valley (tiếng Anh: Valley Township) là một xã thuộc quận Madison, tiểu bang Arkansas, Hoa Kỳ. Năm 2010, dân số của xã này là 517 người.